# Lista över avsnitt av Stargate Universe
Stargate Universe är en kanadensisk-amerikansk militär science fiction-TV-serie skapad av Brad Wright och Robert C. Cooper som en spinoff från dess systerserier, Stargate SG-1 och Stargate Atlantis.
Serien kommer att bestå av fristående och flerdelade avsnitt, men kommer även att ha fler säsongslånga handlingar och karaktärstrådar som löper genom varje avsnitt, fler än vad de övriga Stargate-serierna hade. Brad Wright hoppas att serien kommer att få tre eller flera säsonger.

## Översikt
| Säsong | Säsong | Avsnitt | Originalvisning | DVD releasedatum | DVD releasedatum |
| Säsong | Säsong | Avsnitt | Originalvisning | Region 1         | Region 2         |
| ------ | ------ | ------- | --------------- | ---------------- | ---------------- |
|        | 1      | 20      | 2009 - 2010     | TBA              | TBA              |
|        | 2      | 20      | 2010 - 2011     | TBA              | TBA              |

## Säsong 1 (2009–2010)
Den första säsongen är planerad att bestå av 20 avsnitt. Brad Wright och Robert C. Cooper skrev det tredelade pilotavsnittet "Air", som från början var tänkt att vara ett tvådelat avsnitt. De två första delarna av "Air" hade premiär på Syfy den 2 oktober 2009, med reguljär veckovis sändning med start den 9 oktober 2009. "Fire" skulle från början ha varit titeln för det fjärde avsnittet, men historien och manuset var för stort för att passa ett avsnitt, vilket fick producenterna att ändra det till ett tvådelat avsnitt kallat "Darkness" och "Light", och sköt därmed fram framtida avsnitt i säsongen ett snäpp. Den andra halvan av säsongen kommer att sändas under andra kvartalet av 2010. Den brittiska kanalen Sky1 fick den exklusiva rätten att visa Stargate Universe i Storbritannien och började sända serien den 6 oktober 2009. Den kommer även att visas på SPACE i Kanada. Trettio webavsnitt kommer att släppas released som tie in till serien, och kommer att fokusera sig på Kino (beskriven av Mallozzi som en De gamlas version av MALP) vilket följer Destinys besättning.
| Nr | Nr  | Titel                | Regi             | Manus                          | Sändningsdatum (USA)    |
| --- | --- | -------------------- | ---------------- | ------------------------------ | ----------------------- |
| 1 | 101 | "Air (Part 1)"       | Andy Mikita      | Robert C. Cooper & Brad Wright | 2 oktober 2009 (Syfy)   |
| Under ett officiellt besök vid en topphemliga basen Icarus tvingas personalen i samband med en attack mot planeten evakuera basen. Innan de kan evakuera till jorden lyckas Dr. Nicholas Rush att knäcka en nionde symboladress vilket leder dem till rymdskeppet Destiny , ett av De Gamlas skepp som befinner sig flera miljarder ljusår från jorden.                                                          |     |                      |                  |                                |                         |
| 2 | 102 | "Air (Part 2)"       | Andy Mikita      | Robert C. Cooper & Brad Wright | 2 oktober 2009 (Syfy)   |
| Efter ankomsten till Destiny upptäcker teamet att skeppets livsuppehållande system mycket snart kommer att sluta fungera vilket innebär att de måste hitta på ett sätt att fixa problemet. |     |                      |                  |                                |                         |
| 3 | 103 | "Air (Part 3)"       | Andy Mikita      | Robert C. Cooper & Brad Wright | 10 oktober 2009 (Syfy)  |
| Destinys Stargate ringer upp en ökenplanet som har ett mineral som behövs för att kunna reparera det livsuppehållande systemet. Samtidigt får Chloe Armstrong en sista chans att kontakta sin mor. |     |                      |                  |                                |                         |
| 4 | 104 | "Darkness"           | Peter DeLuise    | Brad Wright                    | 16 oktober 2009 (Syfy)  |
| Destinys kraftkälla sviktar men skeppet har lyckats styra kosan mot tre troliga-bebodda planeter för att rädda besättningen. Samtidigt spelar Eli Wallace in personliga meddelanden från besättningen i fall de nu inte överlever. |     |                      |                  |                                |                         |
| 5 | 105 | "Light"              | Peter DeLuise    | Brad Wright                    | 23 oktober (Syfy)       |
| Handlingen fortsätter efter förra avsnittet "Darkness". Destiny är på kollisionskurs med en stjärna vilket leder till att man planerar att överge skeppet med den sista fungerande skytteln för att styra kosan mot någon av de tre planeterna. Problemet är att det bara får plats sjutton personer i skytteln, vilket leder till att man anordnar ett lotteri för att bestämma vilka som ska få lämna skeppet. |     |                      |                  |                                |                         |
| 6 | 106 | "Water"              | Will Waring      | Carl Binder                    | 30 oktober (Syfy)       |
| Skeppet anländer vid en isplanet så att besättningen kan fylla på det sinande vattenförrådet. |     |                      |                  |                                |                         |
| 7 | 107 | "Earth"              | Ernest Dickerson | Martin Gero                    | 6 november (Syfy)       |
| Några personer ur besättningen använder sig av en av De gamlas uppfinningar för att kontakta jorden. Överste Young följer med dem för att träffa Williams och O'Neill för att diskutera en potentiellt farlig plan. |     |                      |                  |                                |                         |
| 8 | 108 | "Time"               | Robert C. Cooper | Robert C. Cooper               | 13 november 2009 (Syfy) |
| Besättningen hittar en gammal "Kino" på en främmande planet som på något sätt har spelat in deras framtida död. |     |                      |                  |                                |                         |
| 9 | 109 | "Life"               | Alex Chapple     | Carl Binder                    | 20 november 2009 (Syfy) |
| Besättningen hittar en apparat som tros kunna ta dem hem. Scott och Camille besöker sina nära och kära med hjälp av kommunikationsstenarna. |     |                      |                  |                                |                         |
| 10 | 110 | "Justice"            | Will Waring      | Alan McCullough                | 4 december 2009 (Syfy)  |
| Spencer hittas död i sitt rum and Young ställs inför rätta efter att pistolen hittats i hans rum. Samtidigt hittas ett kraschat skepp på en främmande planet |     |                      |                  |                                |                         |
| 11 | 111 | "Space"              | Andy Mikita      | Joseph Mallozzi                | 2 april 2010 (Syfy)     |
| Ett fel i kommunikationsstenarna gör att Youngs medvetande flyttas till ett främmande skepp för en kort tid. Medan besättningen försöker ta reda på vad som har hänt blir Destiny plötsligt anfallen. |     |                      |                  |                                |                         |
| 12 | 112 | "Divided"            | Felix Alcala     | Paul Mullie                    | 9 april 2010 (Syfy)     |
| 13 | 113 | "Faith"              | Will Waring      | TBA                            | 16 april 2010 (Syfy)    |
| 14 | 114 | "Human"              | Robert C. Cooper | TBA                            | 23 april 2010 (Syfy)    |
| Avsnittets fokus ligger på Rush, som riskerar sitt liv i ett experiment som involverar skeppets dator, och skickas tillbaka i tiden till det tillfälle han anlitades vid Stargate programmet. Hans nu döda fru, Gloria Rush, kommer att dyka upp i återblickarna, samt även Michael Shanks som Daniel Jackson. Avsnittet hette från början "Lucid".                                                              |     |                      |                  |                                |                         |
| 15 | 115 | "Lost"               | Ronn Schmidt     | Martin Gero                    | 30 april 2010 (Syfy)    |
| Greer fastnar på en planet och lämnas för döden, medan allt kaoset får honom att minnas sin våldsamme far och älskade mor. |     |                      |                  |                                |                         |
| 16 | 116 | "Sabotage"           | Peter DeLuise    | TBA                            | 7 maj 2010 (Syfy)       |
| En av Destinys FTL(faster than Light) enheter exploderar och Rush tror att detta har hänt för att enheten var den svagaste av de 12. |     |                      |                  |                                |                         |
| 17 | 117 | "Pain"               | Will Waring      | Carl Binder                    | 14 maj 2010 (Syfy)      |
| 18 | 118 | "Subversion"         | Alex Chapple     | Paul Mullie                    | 21 maj 2010 (Syfy)      |
| Det visar sig att en annan grupp i Vintergatan är ute efter att ta sig till Destiny och gruppen som tros vara de som anföll Icarusbasen verkar också ha en spion bland de inblandade i Destinyprojektet. |     |                      |                  |                                |                         |
| 19 | 119 | "Incursion (Part 1)" | Andy Mikita      | Joseph Mallozzi                | 4 juni 2010 (Syfy)      |
| En fiende från Vintergatan kommer ombord på Destiny och tar flera besättningsmedlemmar som gisslan. |     |                      |                  |                                |                         |
| 20 | 120 | "Incursion (Part 2)" | Andy Mikita      | Joseph Mallozzi                | 11 juni 2010 (Syfy)     |

## Säsong 2 (2010-2011)
I slutet av 2009 meddelade Syfy att de förnyat Stargate Universe för en andra säsong som kommer att bestå av 20 avsnitt. Den andra säsongen kommer att börja sändas under hösten 2010.
| Nr | Nr  | Titel                       | Regi             | Manus            | Sändningsdatum    |
| -- | --- | --------------------------- | ---------------- | ---------------- | ----------------- |
| 21 | 201 | "Intervention"              | Andy Mikita      | Paul Mullie      | 28 september 2010 |
| 22 | 202 | "Aftermath"                 | William Waring   | Robert C. Cooper | 5 oktober 2010    |
| 23 | 203 | "Awakening"                 | Andy Mikita      | Joseph Mallozzi  | 12 oktober 2010   |
| 24 | 204 | "Pathogen"                  | Robert Carlyle   | Carl Binder      | 19 oktober 2010   |
| 25 | 205 | "Cloverdale"                | Alex Chapple     | Brad Wright      | 26 oktober 2010   |
| 26 | 206 | "Trial and Error"           | Andy Mikita      | Paul Mullie      | 2 november 2010   |
| 27 | 207 | "The Greater Good"          | William Waring   | Carl Binder      | 9 november 2010   |
| 28 | 208 | "Malice"                    | Robert C. Cooper | Robert C. Cooper | 16 november 2010  |
| 29 | 209 | "Visitation"                | TBA              | Remi Aubuchon    | 23 november 2010  |
| 30 | 210 | "Resurgence (Part 1 of 2)"  | William Waring   | Joseph Mallozzi  | 30 november 2010  |
| 31 | 211 | "Deliverance (Part 2 of 2)" | Andy Mikita      | Paul Mullie      | 2011              |
| 32 | 212 | "Twin Destinies"            | Peter DeLuise    | Brad Wright      | 2011              |
| 33 | 213 | "Alliances"                 | TBA              | Linda McGibney   | 2011              |
| 34 | 214 | "Hope"                      | TBA              | Carl Binder      | 2011              |
| 35 | 215 | "Seizure"                   | Helen Shaver     | Remi Aubuchnon   | 2011              |
| 36 | 216 | "The Hunt"                  | Andy Mikita      | Joseph Mallozi   | 2011              |
| 37 | 217 | "Common Descent (1)"        | Peter DeLuise    | Robert C. Cooper | 2011              |
| 38 | 218 | "Epilogue (2)"              | Alex Chapple     | Carl Binder      | 2011              |
| 39 | 219 | "Blockade"                  | TBA              | TBA              | 2011              |
| 40 | 220 | "Gauntlet"                  | TBA              | TBA              | 2011              |